# Væb
Væb  is een IJslands muzikaal duo bestaande uit de broers Matthías en Hálfdán Matthíasson.

## Biografie
Væb werd in 2022 opgericht en nam in 2024 voor het eerst deel aan Söngvakeppnin, de IJslandse preselectie voor het Eurovisiesongfestival. Met Bíómynd strandde het duo in de finale. Een jaar later waagde Væb een nieuwe poging. Met Róa werd ditmaal wel gewonnen, waardoor Væb IJsland mocht vertegenwoordigen op het Eurovisiesongfestival 2025 in Bazel, Zwitserland. In de finale werd het duo 25e met 33 punten.
1986: ICY · 
1987: Halla Margrét · 
1988: Beathoven · 
1989: Daníel Ágúst · 
1990: Stjórnin · 
1991: Stefán & Eyfi · 
1992: Heart 2 Heart · 
1993: Inga · 
1994: Sigga · 
1995: Bo Halldórsson · 
1996: Anna Mjöll · 
1997: Paul Oscar · 
1999: Selma · 
2000: August & Telma · 
2001: Two Tricky · 
2003: Birgitta · 
2004: Jónsi · 
2005: Selma · 
2006: Silvia Night · 
2007: Eiríkur Hauksson · 
2008: Euroband · 
2009: Yohanna · 
2010: Hera Björk · 
2011: Sigurjón's Friends · 
2012: Gréta Salóme & Jónsi · 
2013: Eyþór Ingi Gunnlaugsson · 
2014: Pollapönk · 
2015: María Ólafsdóttir · 
2016: Gréta Salóme · 
2017: Svala · 
2018: Ari Ólafsson · 
2019: Hatari · 
2021: Daði & Gagnamagnið · 
2022: Systur · 
2023: Diljá · 
2024: Hera Björk · 
2025: Væb